# Та-моко

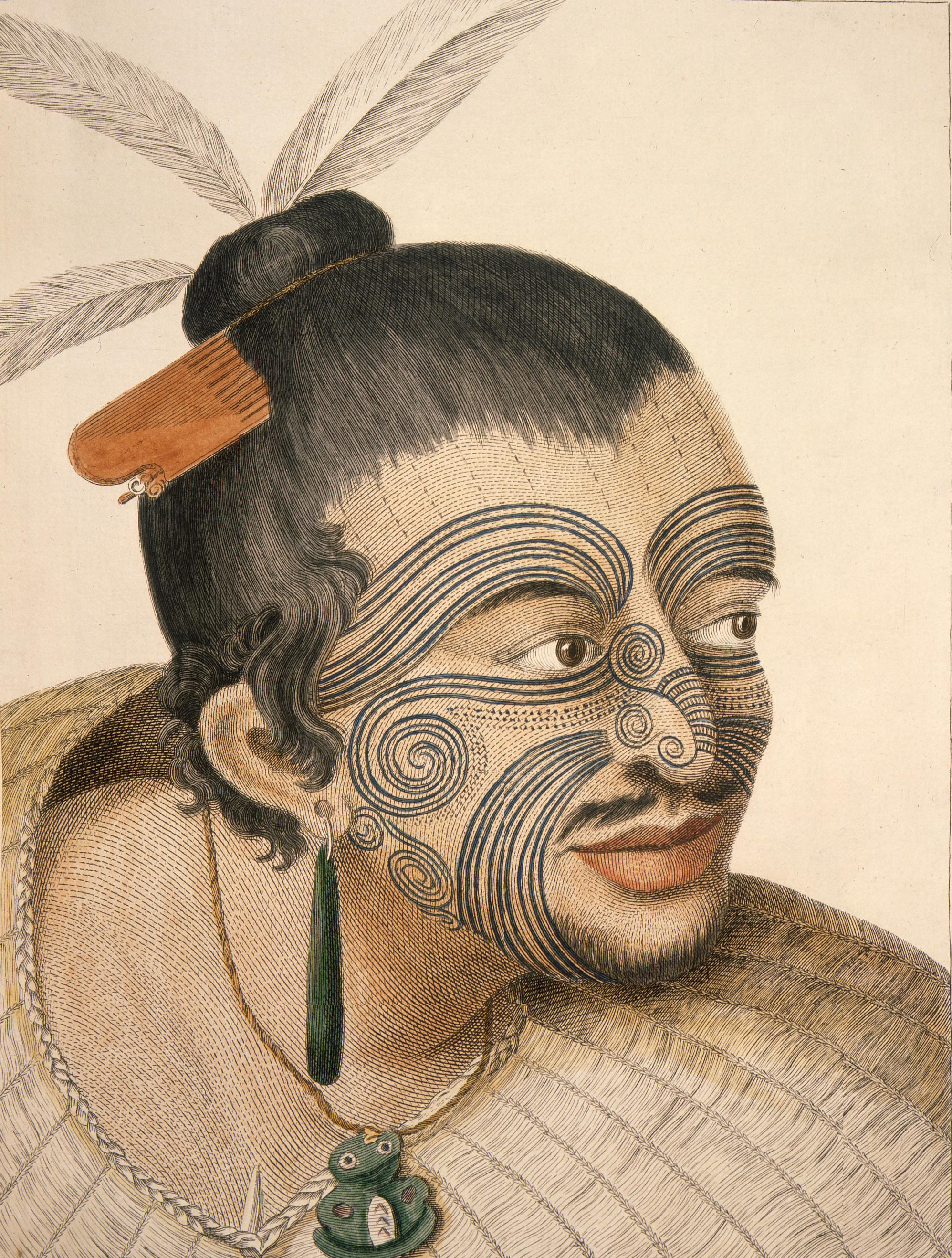
Ескіз вождя маорі, Сідней Паркінсон (1784)

Та-моко (маор. Tā moko) — традиційне татуювання Маорі. Капітан Джеймс Кук згадував його у 1769 році.

## Історія
Мистецтво татуювання було поширене на батьківщині Маорі в Східній Полінезії.  У доєвропейській культурі маорі багато, якщо не більшість, високопоставлених членів племені мали то-моко. Татуювання пов'язані з високим соціальним статусом; однак деякі люди з дуже високим статусом  і деякі тогунґа не мали їх.  То-моко  була важливою віхою в переході від дитинства до дорослого статусу, і супроводжувався багатьма обрядами та ритуалами. Крім статусу та свідчення зрілості, татуювання також мало зробити людину більш привабливою для протилежної статі. Чоловіки зазвичай мали моко на обличчях, сідницях (raperape) і стегнах (puhoro). Жінки зазвичай носили моко на губах (kauwae) і підборідді.  
Технічно moko відрізняється від татуювання тим, що шкіру вирізали, а не пробивали. Тому шкіра мала канавки, а не лишалася гладкою. 

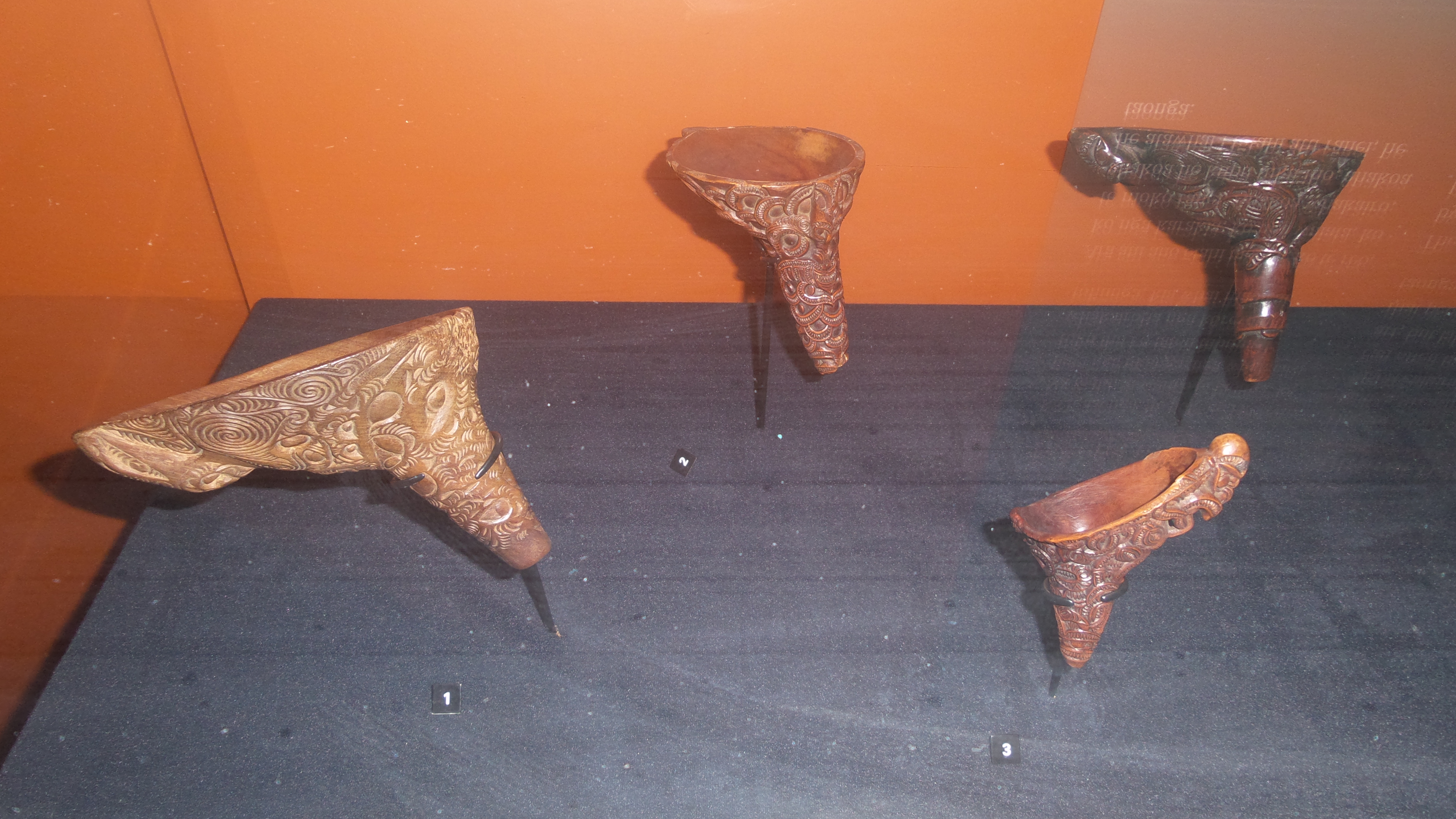
Колекція korere (інструменти для та-моко)

## Галерея

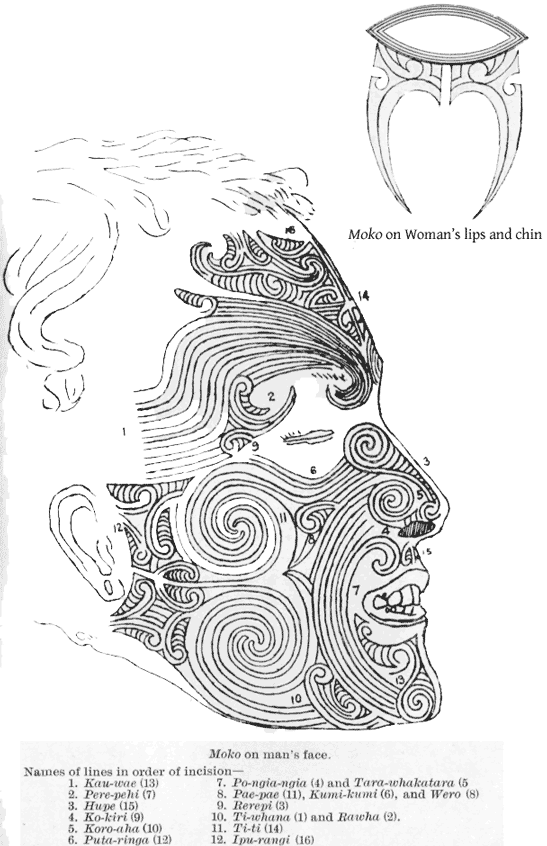
Маорі моко з публікації 1908 року
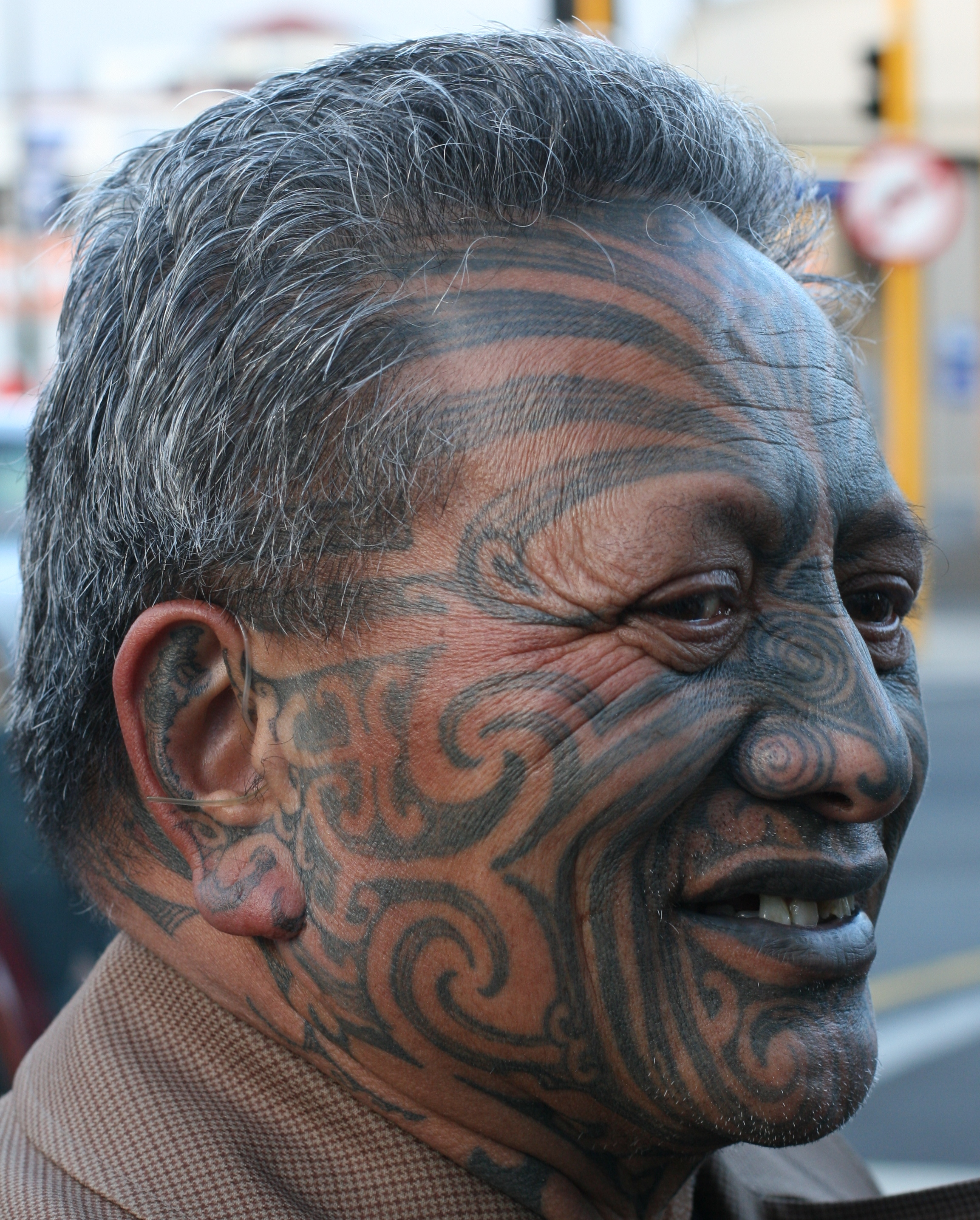
Активіст Тухо
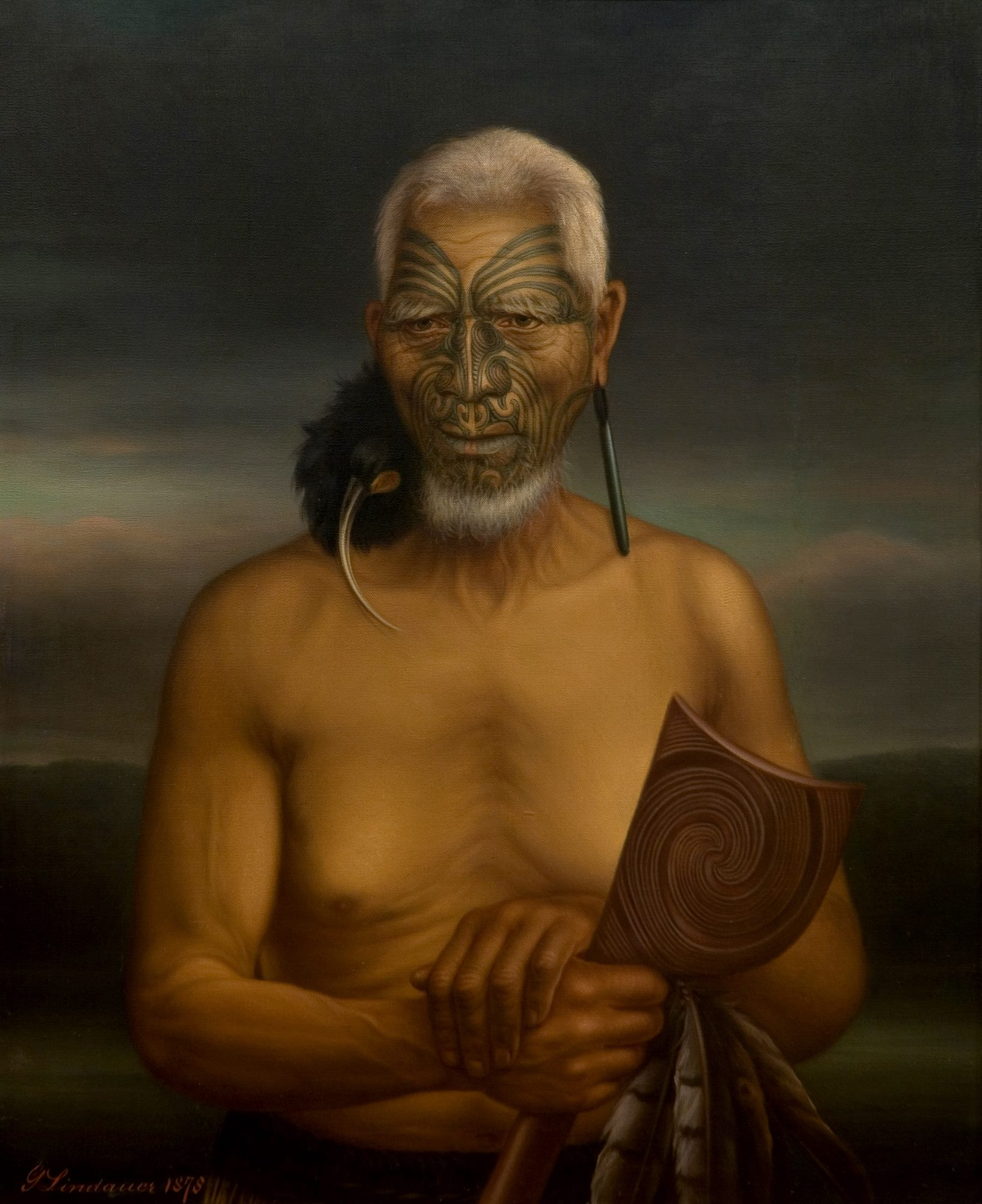
Tukukino Te Ahiātaewa
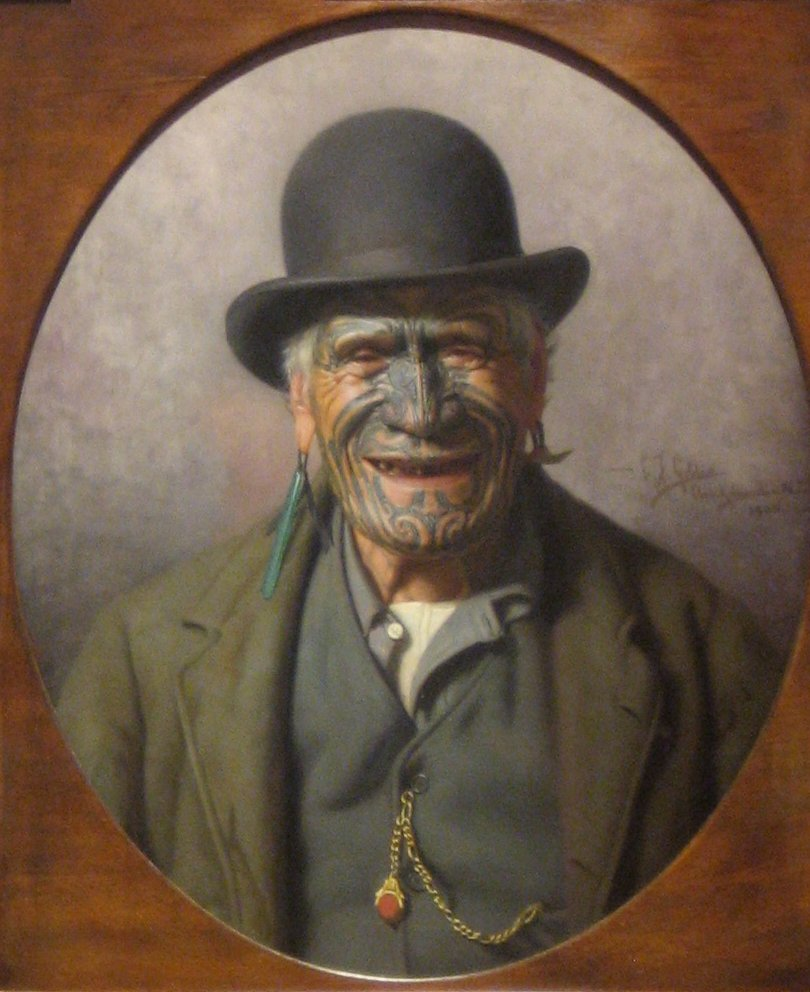
Te Aho-o-te-rangi Wharepu, Чарльз Фредерік Голді
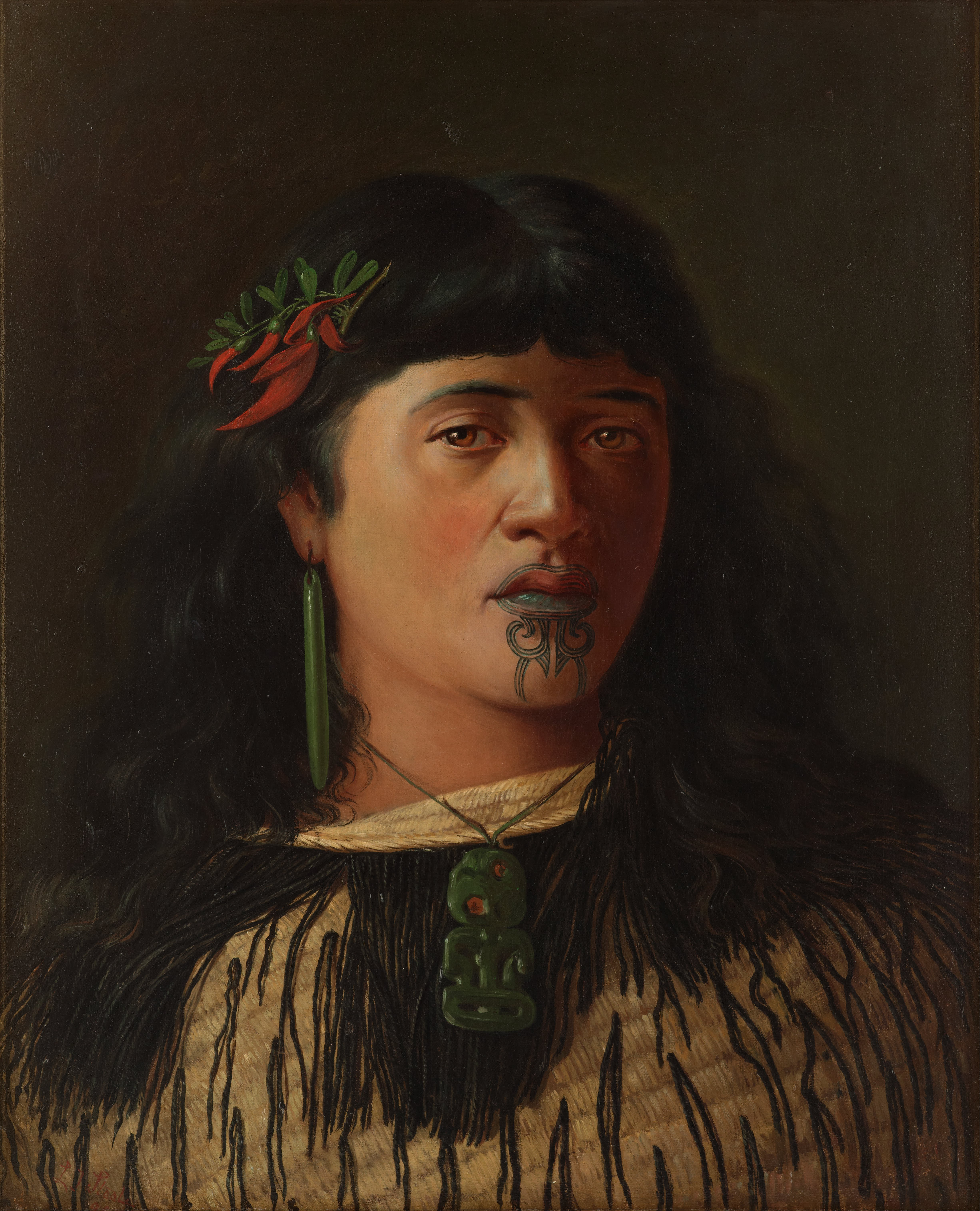
"Портрет молодої жінки маорі з moko", Луї Джон Стіл (1891)
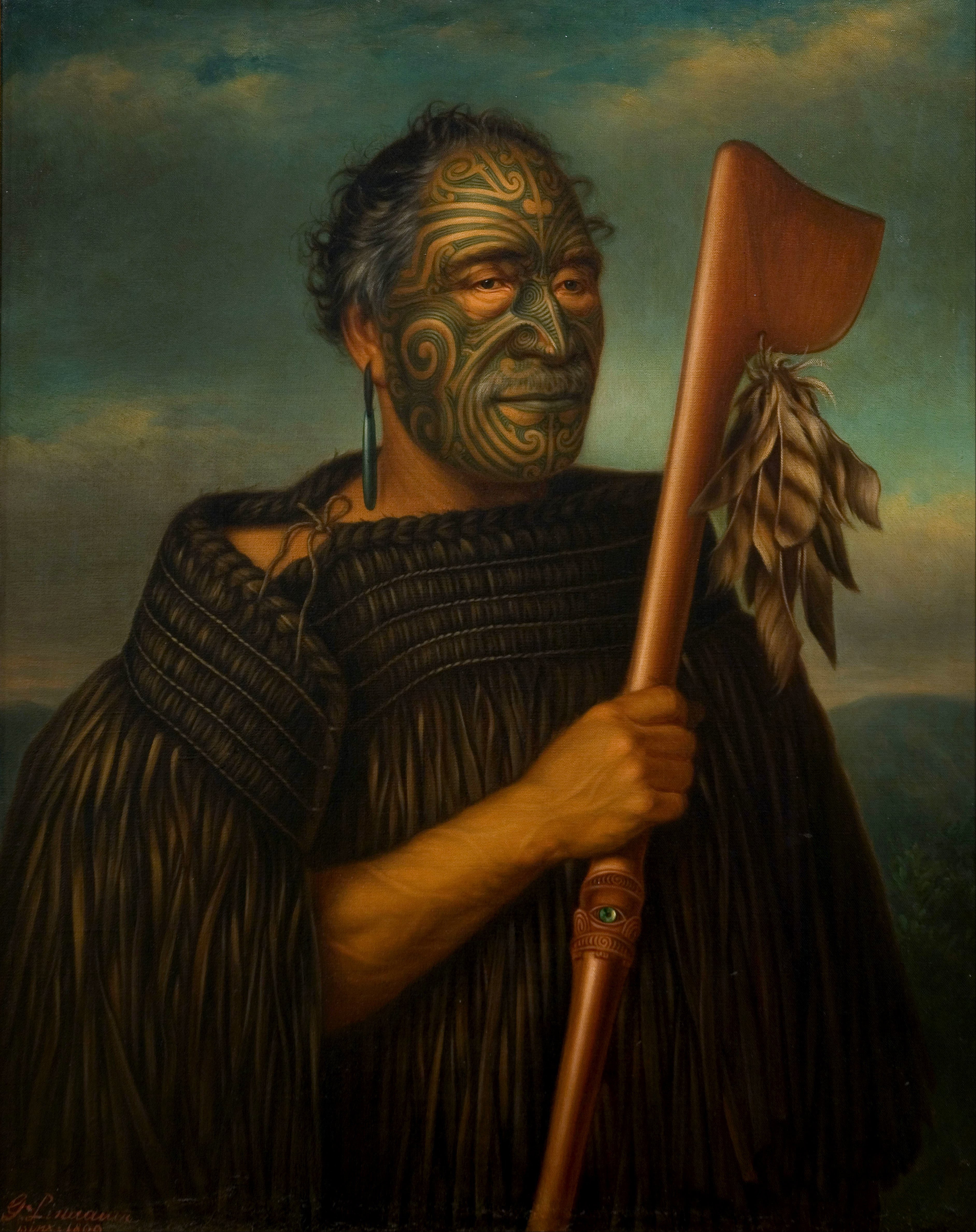
Портрет Таматі Вака Нене Готфрід Ліндауер (1890)

## У світовій культурі
Європейцям було відомо про tā moko з часів першого плавання Джеймса Кука і ранніх відвідувачів маорі в Європі, таких як Moehanga в 1805 році, Hongi Hika в 1820 році, Te Pēhi Kupe в 1826 році, та європейців, таких як  Барнет Бернс. Однак до недавнього часу мистецтво мало незначний глобальний вплив. 
Сьогодні tā moko потрапило до світової культури. Використання татуювання маорі Роббі Вільямсом, Беном Харпером та модельєром Жаном-Полем Готьє 2007 року було суперечливим.   